# Питър Грант
Питър Грант е английски музикален мениджър, работил с групи като „Ярдбърдс“ и „Бед Къмпани“, но познат най-вече с дейността си с „Лед Зепелин“.
Той е и член на ръководството на звукозаписната компания Swan Song Records. Описван като един от най-хитрите и безкрупулни в своя занаят, Грант има големи заслуги в подобряване заплащането и условията на музикантите в отношенията с концертните промоутъри.

## Ранни години
Роден е в Саут Норууд, предградие на Южен Лондон. Майка му, Дороти, е секретарка. Преди Втората Световна Война посещава училището Sir Walter St John в Грейшот. След евакуацията завършва образованието си в Charterhouse School в Годалминг. След войната се връща в Норууд, който напуска на 13 г. за да работи във фабрика за ламарина в Кройдън (Лондон). Няколко седмици по-късно получава нова работа на Флийт Стрийт, разнасящ снимки за Ройтерс. Навлиза в развлекателната индустрия като сценичен работник в Croydon Empire Theatre до 1953 г. Следва повиквателна за Кралския Артилерийски Корпус, достигайки чин ефрейтор. Работил е за кратко като развлекателен мениджър в хотел на о-в Джърси, преди да бъде нает за охрана и портиер в известния Лондонски The 2i's Coffee Bar, където започват кариерата си Клиф Ричард, Адам Фейт и Томи Стийл. Австралиецът Пол Линкълн, съсобственик на бара и професионален кечист, дава възможност на Питър Грант участия в телевизията като борец под имената „граф Масимо“ и „граф Бруно Аласио от Милано“, предполагайки очаквания ефект от размерите на Грант – 195 см. Това засилва интереса на последния към сценични изяви и той е нает за малки роли в киното като каскадьор.

## Актьор
Между 1958 и 1963 г. Грант участва в няколко филма като A Night to Remember (член на екипажа на Титаник), The Guns of Navarone (като Битански командо), и известния Клеопатра – като дворцов страж. Появява се и в телевизионни шоурограми (The Saint, Crackerjack, Dixon of Dock Green и Бени Хил шоу.) Той е дубльор на Робърт Морли в някои филмови роли. Спечелените пари са инвестирани в транспорт за собствен шоу бизнес. Когато ангажиментите секват Грант, започва да изкарва повече пари като поема за концерти и турнета групи като Шадоус.

## Мениджър
През 1963 г. Грант е нает от Дон Ардън за тур-мениджър на изпълнители като Бо Дидли, „Евърли Брадърс“, Литъл Ричард, Браян Хайланд, Чък Бери, Джин Винсънт и „Енимълс“. От следващата година вече организира собствени концерти, включващи момичешката „Тринити“, „Ню Водевил Бенд“, Джеф Бек, Тери Рейд и „Стоун Дъ Кроус“. Офиса е на Оксфорд стрийт 155, използван и от продуцента Мики Моуст, с когото са работили заедно в The 2i's Coffee Bar. Моуст и Грант създават много успешния лейбъл RAK Records, продуцирал редица хитове през 1970-те.
В края на 1966 г. Саймън Напиер-Бел моли Грант да поеме „Ярдбърдс“, които са в затруднено финансово положение. Пристигането на Грант обаче се оказало закъсняло. Все пак опитът с тази група дава на мениджъра идеи, които по-късно реализира с „Лед Зепелин“:

Когато поех Ярдбърдс те нямаха хит-сингли, но бяха популярни в Американските колежи и местната ъндърграунд сцена. Отчитайки това несъответствие, видях един различен пазар за тази музика, встрани от стремежа да си в топ 40 на радиостанциите. Ние бяхме първите британци, свирили на места като Филмор (Сан Франциско). Бизнеса се променяше.
Ярдбърдс за пръв път печелят пари от концертите си именно при Питър Грант. За разлика от останалите мениджъри той пътува с групата постоянно и държи нещата в свои ръце. Разходите са сведени до минимум, на артистите се плаща навреме и е осигурена творческа свобода.

## „Лед Зепелин“
През 1968 г. „Ярдбърдс“ се разпадат и китаристът Джими Пейдж сформира група, която освен него включва Джон Пол Джоунс, Робърт Плант и Джон Бонъм. Питър Грант поема мениджърските функции, като споразумението между него и групата е закрепено единсвено на доверието и лоялността помежду им.
Съмнително е дали „Лед Зепелин“ щеше да постигне този успех без Питър Грант. Той договаря петгодишния договор с Атлантик Рекърдс и чрез неговата управленска философия „Лед Зепелин“ се превръщат в печеливша карта за лейбъла. Вярва, че групата може да прави повече пари, съсредоточавайки усилията си в правене на албуми за сметка на сингли. Концертите са другия приоритет на мениджъра пред телевизионните изяви..
Невероятният успех в Съединените щати се приписва именно на големия усет на мениджъра към американската публика и ъндърграунд вълната, обхванала янките по това време. Познаването на музикалния пазар в САЩ и изстрелването на „Лед Зепелин“ в челните редици на процъфтяващия американски шоубизнес, както и факта, че по-голямата част от концертите на групата са именно отвъд океана, заради големите приходи там, се дължи именно на „петия член“ на групата, както го наричат музикалните критици. Грант осигурява безпрецедентните до този момент 90% приходи от концерти за групата, вместо за промоутъри и рекламни агенти. Така групите получават повече пари от участия и организират в голяма степен сами изявите си.
В защита на финансовите интереси на групата Питър Грант взема понякога доста екстремни мерки в борбата с пиратските концерти. Докладва за наличието на такива в музикалните магазини в Лондон и изисква изземването им. Наблюдава внимателно публиката за записваща апаратура. Тази вманиаченост води до конфузна ситуация на концерт във Ванкувър през 1971 г. – забелязал нещо, което прилича на записваща техника, той го чупи и едва по-късно научава, че е уред за измерване на шума, инсталиран от местните власти. На фестивала в Бат през 1970 г. изсипва кофа с вода върху нелегалната техника. Известната сцена във филма The Song Remains the Same, където иска обяснение от организаторите за незаконни продажби на постери на групата, илюстрира безцеремонното му отношение към хората, облагодетелстващи се за сметка на „Лед Зепелин“.
Грант има непоколебимата вяра, че е част от организацията „Лед Зепелин“. Поставя интересите на групата над своите и за разлика от други мениджъри не излага на риск дългосрочния успех на екипа за сметка на краткосрочни печалби. Доказателство за това е решението му да не издава хитове на Цепелин от дългосвирещи плочи като сингли във Великобритания в унисон с решението на групата да развива албумно ориентираната концепция за музиката си.
Джон Пол Джоунс:
Питър ни се довери в намерението ни да правим музика сами като осигури нужното спокойствие за тази цел – без намеса на лейбъли, организатори или преса. Считаше, че ако ние сме ОК значи и при него е така. Беше убеден в успеха ни и всяваше страх у хората, които не бяха съгласни с условията му.
Опита на Грант с изпълнители като Джери Лий Луис и Джин Винсънт е предпоставка и добър бекграунд за справяне с хаотични ситуаци, често съпътстващи „Лед Зепелин“. Според него Групата трябва да мисли единствено за музиката и аз бих направил всичко за да бъде така.
Ето как го описва рок-журналистът Стивън Розен:
Питър Грант, бивш борец и бияч, в много отношения е физическото олицетворение на „Лед Зепелин“. Над 1,90 м и тежащ повече от 130 кг, той използва внушителното си присъствие всячески. Философията му е простичка – да защити групата си и финансите ѝ. Когато открие буутлегър или неоторизиран фотограф не пести вербални средства за порицание и конфискува фотоапарати или тениски.
Въпреки че има няколко оплаквания в резултат от тежката му ръка и заплашителна тактика, биографите на „Лед Зепелин“ Саймън Палет и Дейв Луис споделят, че е на висока почит от тези, с които е имал контакт По думите на Джон Пол Джоунс:Питър беше много чувствителен и много, много интелигентен човек. Никога не е използвал размерите си за да гради репутация. Той просто можеше да убеди всеки..
Грант е двигателят на издателската компания на „Лед Зепелин“ Superhype Music и на собствения им лейбъл Swan Song Records, където контролира финансите и приходите от техните продукти. Управлява делата на изпълнители като „Бед Къмпани“ и Maggie Bell, част от Swan Song Records. През 1975 г. отхвърля изгодно предложение за работа с „Куийн“. Попитан кое е най-важното за един мениджър, отговорът гласял: Да знаеш кога да кажеш ‘не’. Грант е бил напът да организира и ръководи турне на Елвис Пресли в Европа през 1977 г., но Краля умира на 16 август, в началото на преговорите.

## Инцидента в Окланд
През същата година Питър Грант одобрява предложението на тур-мениджъра Ричард Коул да назначи Джон Байндън за шеф на охраната по време на Северноамериканското турне на „Лед Зепелин“. Байндън има опит като гард на актьори – работил е с Раян О'Нийл. В края на тура преди първия концерт в Окланд Колизиъм той бута встрани от пътя човек от екипа на промоутъра Бил Греъм когато групата изкачва рампата за сцената. Напрежението с течение на концерта расте и по-късно докато Грант и Байндън се разхождат навън, са разменени остри реплики между тях и шефа сценичния екип Джим Дауни, в резултат на което последния е ударен и изпада в безсъзнание. Минути по-късно друг човек на Бил Греъм шамаросал 11-годишния син на Грант Уорън, който свалил знака на една от съблекалните. Последвало масово сбиване непосредствено до сцената с нищо неподозиращите изпълнители.
Вторият концерт се случва едва след като Бил Греъм подписва споразумение, с което освобождава „Лед Зепелин“ от отговорност за случая. След шоуто музикантите се прибират по стаите в хотела, но на сутринта с изненада научили от пристигналата полиция, че Греъм се е отметнал. Байндън, Бонъм, Грант и Коул са освободени под гаранция и продължават турнето. След завършването му срещу тях е заведено дело за 2 млн.$. След месеци на съдебни препирни, групата предлага нещата да се уталожат, подсъдимите се признават за виновни и са осъдени условно с неоповестени глоби. Според Грант наемането на Байндън е най-голямата грешка в професионалната му кариера. Въпреки случилото се, като режисьор на концерта по случай 40-годишнината на Атлантик Рекърдс през 1988 г., несъгласен с идеята всички звезди заедно да закрият шоуто, той отбелязва: Никой не е обиден, но и никой не може да догони „Лед Цепелин“.

## След „Лед Зепелин“
Материални проблеми, диабет, пристрасеност към кокаина и смъртта на най-добрия му приятел Джон Бонъм са причините за влошаване здравето на Грант. Разпадането на „Лед Зепелин“ през 1980 г. и последвалото го 3 години по-късно – на Swan Song Records, почти откъсват мениджъра от шоу бизнеса и той се оттегля в имението си в Хелингли, Източен Есекс. Това е къщата в началните кадри на филма „The Song Remains The Same“.
Към края на живота си той преодолява наркотичната зависимост и отслабва значително. Първото му публично появяване от много години е през 1989 г. на концерт на Франк Синатра в Албърт Хол, заедно с Джими Пейдж. Продава имението си и заживява близо до Ийстбърн, където му е предложен пост на магистрат в местната община, но го отказва. През 1992 г. играе кардинал в епизод от сериала Carry On – Columbus. До края на живота си е лектор на конференции за музикален мениджмънт, където е посрещан възторжено.
Следобеда на 21 ноември 1995 г. докато шофира към дома си, получава сърдечна недостатъчност с фатален край. До него е синът му Уорън. Грант е на 60. Погребан е на 4 декември в гробището на Хейлингли, а опелото е в църквата „Св. Петър и Св. Павел“. Надгробното слово е прочетено от дългогодишния му приятел Алън Калан (един от двигателите на Swan Song). По ирония това е и денят на официалната раздяла на Лед Цепелин точно 15 години по-рано. Последната публична поява на Питър Грант е същата година през юли на последния концерт от турнето на Пейдж и Плант – на Уембли.
Освен споменатия син Уорън, Грант има и дъщеря Хелън (родена 1964 г.). Тя е бивша жена на китариста на Муди Блус и „Уингс“ Дени Лейн, с когото имат дъщеря Лусиана (1987 г.).

## Почит и признание
Заслугата на Грант за подобряване условията на заплащане на музикантите във взаимоотношенията с концертните промоутъри, е всепризната. Според Мат Шоу „Грант заема почетно място в пантеона на Британските рок мениджъри“, Робърт Денслоу от „Гардиан“ – „Питър Грант е най-колоритния и влиятелен мениджър в историята на рока.“, Фил Евърли („Евърли Брадърс“) – „Без усилията му, музикантите не биха имали кариера. Той бе първия, който постави артиста като най-важен, и затова ние всички печелехме все по-добре и по-добре.“” Крис Дрежа („Ярдбърдс“) – „Дължим му много. Питър Грант промени статуквото в музикалния бизнес с гениалните си идеи. Той се посвети на Цепелин и заедно бяха голяма сила“.
Подобно на тях, Пейдж описва Грант като ръководител със свой стил – „Питър промени взаимоотношенията между музиканти, мениджъри и промоутъри. Той бе превъзходен и вещ в занаята си.“
През 1996 г. наградата Мюзик Мениджър Форум е преименувана на „Питър Грант“, в негова чест.